# تومي غوميز
تومي غوميز (بالإنجليزية: Tommy Gómez)‏ (25 ديسمبر 1919 بتامبا في الولايات المتحدة - 27 أبريل 2006) هو ملاكم أمريكي، صنّف ضمن فئة وزن ثقيل.

## وصلات خارجية
- تومي غوميز على موقع بوكس ريك (الإنجليزية) (registration required)